# Earl Cain
Earl Cain (伯爵カインシリーズ, Hakushaku Kain Shirīzu) conhecido no Brasil como Conde Cain é um mangá de Kaori Yuki. Todos os 13 volumes da série foram lançados no Brasil em 2008.

## Enredo
Cain Christopher Hargreaves é o conde da nobre família Hargreaves, que era torturado desde seus 12 anos pelo seu cruel pai Alexis Hargreaves, nessa época também conheceu Riffael Raffit que na época era só um simples criado de seu pai, mas que mostrava grande consideração pelo menino que fora criado sem amor paterno, os dois porém por ideia de Cain quiseram ver sua tia Augusta Hargreaves que estava internada em um sanatório e por descrição de Cain, ela foi a única a lhe demonstrar algum afeto. Mas quando os dois chegam lá, Augusta o Confunde com Alexis e se joga da janela de seu quarto, causando sua morte. Com isso Alexis descobre e decide matar seu próprio filho e antes o revelar que ele era fruto de uma relação incestuosa com sua tia Augusta e que após de se nascimento ela havia ficado louca. Mas Cain prevendo antes a ação de seu pai, ele e Riff bolam um plano colocando veneno no cachimbo de seu pai, que o mesmo fumava após de suas torturas, assim supostamente o matando, e Cain é nomeado conde pela família e Riff passa ser seu mordomo e confidente. Cain possuía um gosto exótico por venenos, e isso fez a sociedade o chamar de o "conde dos venenos" e o considerá-lo estranho.
Na história sempre estão acontecendo crimes com envenenamento, fazendo com que a sociedade suspeite dele, que praticalmente Cain resolve todos, mostrando que ele é inocente. No enredo após da história da vida fatal de Cain ele descobre que tem uma meia irmã de nome Marryweather que pelo que sabia na época era filha de uma relação imprópria com uma de suas empregadas Allegra Van Duke que mais tarde Cain descobre que ela não era filha de seu pai realmente e sim de um mordomo que foi o mesmo que matou a mãe dela, mas Cain havia continuado com a farsa pois Marryweather era a única pessoa que ele amava que não possuía o mesmo sangue que ele, mas que isso só foi revelado no último volume do mangá e Cain com Marryweather conhecem várias pessoas que futuramente os ajudam na trama que são: Dominique Creadore que é um vidente que ganha a vida com isso e fazendo várias farsas por ai, Oscar Gabriel que é um barão que pede a mão de Marryweather em casamento mas que na verdade seu interesse era em Cain por parecer-se com sua falecida noiva.
A trama se desenrola quando se descobre que Alexis Hargreaves não estava morto, e sim que havia se exilado por todo aquele tempo para criar uma fundação secreta a Delilah, que de acordo com a formação, Alexis é o card master e os outros subordinados são divididos por categorias de arcanos com 22 arcanos maiores e 56 arcanos menores das cartas de tarô, sendo que os arcanos maiores muitos deles possuem poderes paranormais, com a suposta função de ter um filho de Cain com sua falecida irmã Suzette que morreu logo no começo da série, mas que foi clonada pela Delilah com a identidade de Michaela, e junto com isso Cain descobre que tem um meio irmão de nome Jesebel Disraelli, que por intervenção do pai passa a odiar Cain profundamente ao mesmo tempo ser fissurado por ele, ao ponto de querer arrancar seus olhos, pois eram dourados. Com isso Cain corre contra o tempo para acabar com os planos malévolos da Delilah e matar seu pai que ao mesmo tempo tenta matá-lo, pois o a função da Delilah realmente era ressuscitar Augusta que estava obsediando Alexis em espírito fazendo ele agir de forma doentia até se deixando possuir por esse espírito, assim cometendo atrocidades como ressuscitar pessoas mortas, para interferir na vida de Cain a pior delas foi quando Cain descobriu que Riff era uma dessas experiências de seu pai e que na verdade ele só servia Cain por estar em longo hipnotismo causado pela carta a Justiça representada pela doutora Helena Ceres Octavia, e ele também era uma das cartas dos arcanos maiores, a Torre. Com isso fazendo Cain ter mais ódio de seu pai e indo lá pessoalmente para mata-lo, com sucesso só que Cain descobre que Riff estava se desintegrando por ser um dos Zumbis de seu pai e como não conseguiria viver com o peso da morte de seu confidente se mata se jogando nos escombros com ele deixando o título de Condessa para Marryweather que acabou se casando com Oscar. 

## Personagens
- Cain Christopher Hargreaves: 17 anos. O personagem principal da história. Gosta de colecionar venenos por ser uma prática praticada por sua família na era medieval. Frio e calculista ao extremo, sofreu com os maus-tratos de seu pai Alexis Hargreaves e com as revelações de sua família que o fez ser meio problemático. Cain tem como seu mordomo e confidente Riff que cuidou dele desde criança quando era maltratado pelo pai. Tem muito amor por sua irmã Marryweather, pois a consideram a única pessoa que ama por não ter o mesmo sangue que ele. Na série depois que descobre que seu pai estava vivo seu único objetivo é querer mata-lo pois acha que só assim a loucura dele será repreendida.
- Riffael Raffit ou Riff: 28 anos. Mordomo de Cain. Possui dupla personalidade fazendo a personalidade boa servir a Cain e a ruim servir á Alexis como um de seus arcanos maiores a Torre. A personalidade boa se apegou a Cain pelo fato que para ele não tinha motivos mais para viver após a morte de sua família em um incêndio e que com a chegada de Cain na sua vida teve um motivo:de proteger aquela criança sem amor. Já a má foi a que causou o incêndio que fez matar sua família e o matou também. Fazendo com que Alexis ressuscitasse ele para trabalhar na organização, com ajuda da carta a Justiça separando as duas personalidades por meio de hipnose.
- Marryweather Hargreaves: 10 anos. Uma garotinha sensitiva, que acreditava ser filha de Alexis Hargreaves. Que após da morte da mãe começa a morar nas ruas, lendo cartas de tarô para as pessoas, acreditando que foi Alexis que matou sua mãe por causa de um veneno raro da família. Em uma dessas seções de leitura, conhece Cain que logo descobre que é sua irmã. Com isso Cain a adota e ela passa a usar menos os seus poderes.
- Oscar Gabriel: 23 anos. Um rapaz que começa a gostar de Cain por se parecer com sua falecida noiva. Como foi deserdado por seu pai após da morte de sua noiva, resolve pedir a mão de Marryweather em casamento para se unir com a família Hargreaves. Mas que na verdade por que ele está interessado é Cain. Ajuda Cain na saga God Child a deter seu pai. E foi ele quem descobriu primeiro a identidade má de Riff.
- Dominique Creadore: 27 anos. Vidente que foi convidado por Alexis para ser a Carta o Mago. Mas recusou pois já sabia o que Alexis realmente queria. No começo é inimigo de Cain, mas passa a ajudá-lo após de um gordo suborno e depois de ter descoberto a identidade ruim de Riff, pois este havia matado sua amada para que ela não falasse sobre os outros capangas de Alexis. É ele quem entrega o anel no final do mangá para Marryweather. Charmoso, sempre dá um toque em tudo que faz.
- Alexis Hargreaves: 43 anos. Pai de Cain que o torturou até os 12 anos. Um homem frio que teve Cain de uma relação Incestuosa Com sua irmã Augusta, que o fez culpar e culpar Cain até a sua morte. Sendo influenciado por Augusta, Alexis era mau com Cain e sempre o torturava com sua culpa e fazia os outros negarem a presença de Cain assim como se ele não existice. Envenenava o filho aos poucos e se fez de morto para fundar uma organização para ressuscitar Augusta através de uma cria de Cain com sua meia irmã Suzette, que havia morrido na primeira temporada mas que foi clonada para alcançar seus objetivos reais. Mas como não teve sucesso teve que refazer o corpo de sua amada mesmo, mas morre antes nas mãos de Cain.
- Augusta Hargreaves: 44 anos. Foi a criadora da trama toda. Sabendo que seu irmão amava ela o seduziu e teve Cain com o intuito de provocar discórdia na família e perturbar Alexis. Mesmo depois de Morta seu espírito perturbou Alexis até o fim. Assim só detida com uma armadilha que Cain fez para ela.
- Jezebel Disraelli: 23 anos. Meio irmão de Cain. Por meio de Alexis passou a odiar Cain, e criando uma personalidade problemática e perturbada. Quer arrancar os olhos de Cain por gostar de órgãos de pessoas e achar eles uma dádiva por serem muito bonitos e dourados. Ao contrário com as pessoas ele tem muita consideração com animais. Pois ele considera as pessoas lixo do mundo. É a carta a Morte e trabalha para Delilah com a função de perturbar Cain.